# Papyrus 87
- Papyrus
- Onciale
- Minuscules
- Lectionnaire

Le papyrus 87 (dans la numérotation Gregory-Aland), désigné par le sigle {\displaystyle {\mathfrak {P}}}87, est un ancien papyrus du Nouveau Testament. C’est le plus ancien manuscrit connu de l’Épître à Philémon. Les seuls versets qui y ont survécu sont les 13-15, et 24-25.
Le manuscrit est daté par paléographie au début du IIIe siècle ou à la fin du IIe siècle.
Le texte grec de ce codex est représentatif des textes alexandrins. Aland le décrit comme un « texte normal », et le place dans la catégorie I.
Il est actuellement détenu par l’Université de Cologne (P. Col. theol. 12) à Cologne,.